# Telstra
Telstra Corporation, in precedenza Telecom Australia, è una compagnia australiana di telecomunicazioni.
In Australia ha una posizione dominante nei servizi di telefonia fissa e mobile, Internet (inclusa linea 56k e Internet a banda larga con modem e satellite e servizi ADSL sotto marchio BigPond) e TV via cavo.